# خورخي لاريوندا
خورخي لاريوندا (بالإسبانية: Jorge Larrionda) ، من مواليد 9 مارس 1968 ، حكم كرة قدم أورغوياني دولي.

## روابط خارجية
- خورخي لاريوندا على موقع Soccerway.com (الإنجليزية)